# Partito Verde (Irlanda)
Il Partito Verde (in irlandese: Comhaontas Glas - CG; in inglese: Green Party) è un partito politico attivo in Irlanda dal 1981. Ha assunto questa denominazione nel 1987: precedentemente era noto come Partito Ecologista Irlandese (dal 1981 al 1983) e Alleanza Verde (dal 1983 al 1987).
Alle politiche del 1987 il PV ottenne lo 0,4% dei consensi e non elesse alcun deputato. Alle politiche del 1989, 1992, 1997 e 2002 i Verdi hanno visto salire stabilmente i propri consensi fino al 4,7% del 2007, quando elessero 6 deputati. Entrarono, così, a far parte della maggioranza di governo insieme al Fianna Fáil (centristi) ed ai Democratici Progressisti (liberali). Alle politiche del 2011, però, il PV vide calare i suoi consensi all'1,8%, tanto da non eleggere alcun deputato al Dáil Éireann, il Parlamento irlandese. Alle politiche del 2020 diventa il quarto partito con il 7,1% e 12 seggi, creando un governo con Fianna Fáil e Fine Gael.